# Radywoniwka (rejon melitopolski)
Radywoniwka (ukr. Радивонівка) – wieś na Ukrainie, w obwodzie zaporoskim, w rejonie melitopolskim, w hromadzie Jakymiwka. W 2001 liczyła 1809 mieszkańców, spośród których 301 wskazało jako ojczysty język ukraiński, 1441 rosyjski, 2 białoruski, 19 ormiański, 2 polski, a 44 inny.